# Quốc hội México
Quốc hội México (tiếng Tây Ban Nha: Congreso de la Unión de México), tên chính thức được gọi là Quốc hội Hợp chúng quốc México (tiếng Tây Ban Nha: Congreso General de los Estados Unidos Mexicanos), là cơ quan lập pháp lưỡng viện liên bang của México, gồm Thượng viện và Hạ viện. Quốc hội họp ở Thành phố México và gồm 628 thành viên: 500 hạ nghị sĩ và 128 thượng nghị sĩ.

## Cấu trúc
Quốc hội Mexico là một cơ quan lưỡng viện, bao gồm hai viện: Thượng viện Cộng hòa và Hạ viện. Cấu trúc và trách nhiệm của Quốc hội được định nghĩa trong Điều 3, Chương hai, Điều 50 đến Điều 79 của Hiến pháp năm 1917.
Thượng viện, "Cámara de Senadores" hoặc "Senado", bao gồm 128 ghế, 96 thành viên được bầu bằng phiếu phổ thông trực tiếp cho nhiệm kỳ sáu năm; 32 chỗ ngồi khác được phân bổ dựa trên biểu diễn tỷ lệ.
Viện dân biểu hay Hạ viện, "Camara de Diputados". Hạ viện có 500 ghế, 300 thành viên được bầu bởi phiếu bầu phổ biến cho các điều khoản ba năm; 200 chỗ ngồi khác được phân bổ theo biểu diễn tỷ lệ.